# Mrawan
Mrawan is een bestuurslaag in het regentschap Jember van de provincie Oost-Java, Indonesië. Mrawan telt 8316 inwoners (volkstelling 2010).